# Raiven
Sara Briški Cirman, bolj znana pod umetniškim imenom Raiven, slovenska mezzosopranistka, pop pevka in harfistka, * 26. april 1996, Ljubljana.

## Kariera
Sara Briški Cirman je akademsko izobražena pevka, ki je pod umetniškim imenom Raiven (iz angleško raven – »krokar«) začela ustvarjati leta 2014, ko je v sodelovanju s kitaristom Tadejem Koširjem in producentom Jernejem Kržičem izdala pesem Jadra. Svoj prvi album Magenta je izdala 21. aprila 2017 in zanj prejela nagrado zlata piščal v kategoriji album leta.
V drugi polovici leta 2018 je začela sodelovati s producenti in avtorji glasbe v Metropolis Studios v Londonu in v sodelovanju z njimi 17. februarja 2019 izdala EP-ploščo REM.
4. julija 2019 je nastopila na odru Fusion Stage festivala Exit v Novem Sadu, istega večera so organizatorji našteli največ obiskovalcev v zgodovini festivala - kar okoli 56.000 ljudi. Nastopila je na številnih odmevnih prireditvah, med drugim tudi kot solistka s Simfoničnim orkestrom RTV Slovenija, Big band RTV Slovenija, Slovenskim baročnim orkestrom in s Slovenskim policijskim orkestrom. Februarja 2020 je s svojo avtorsko skladbo Ti nastopila s simfoničnim orkestrom RTV Slovenija v Slovenskem narodnem gledališču Opera in balet Ljubljana, pod taktirko in v priredbi Matije Krečiča. 
S skladbo Volkovi je 11. septembra 2021 osvojila veliko nagrado občinstva in slavila na festivalu Popevka 2021. 
Leta 2022 je predstavila nov koncertni projekt elektro-opero, v katerem je združila klasične operne arije z elektronskim popom. Projekt, ki ga je naslovila Doloroso, je predstavila 8. marca 2022 v Cankarjevem domu. Na festival Popevka se je vrnila 2023 v vlogi voditeljice in na njem skupaj s sovoditeljico Heleno Blagne predstavila svojo novo skladbo Ikona, s katero je naznanila izid EP-albuma Sirene.  
Radiotelevizija Slovenija je 12. decembra 2023 razglasila Raiven kot slovensko predstavnico za Pesem Evrovizije 2024, ki bo potekala na Švedskem. Slovenska žirija je izbirala med več kot stotimi prijavljenimi skladbami in nato opravila ožji izbor. V tem izboru je mednarodna žirija večino svojih točk podelila prav Raiven. Njena pesem Veronika, odpeta v slovenščini, je bila občinstvu predstavljena 20. januarja 2024. Na polfinalnem večeru je Raiven nastopila kot deveta po vrsti in zasedla 9. mesto, kar ji je zagotovilo uvrstitev v finale, kjer je na koncu osvojila 23. mesto s 27 točkami.
Dne 17. februarja 2024 je izšlo prvih pet pesmi z njenega drugega EP-albuma Sirene. Druga polovica albuma bo izšla leta 2025. Na tej polovici se nahaja tudi pesem Mama, ki je njena prva pesem, zapeta ne le v slovenščini, ampak tudi v srbščini. 1. februarja je skupaj s Štrasom vodila Emo 2025. Dne 8. februarja je sodelovala na slovesnosti ob odprtju projekta Evropska prestolnica kulture skupaj z Lauro Ulloa, Gregorjem Ravnikom in Federicom Leprejem ter opernim zborom Borderless Opera Choir pod vodstvom zborovodje Elie Macrìja.

### Šolanje
Z glasbo se je začela ukvarjati pri štirih letih. Svojo glasbeno šolanje je začela pri ljubljanski Glasbeni matici. Med letoma 2002 in 2011 je obiskovala pouk harfe na glasbeni šoli v Ljubljani. Glasbeno izobraževanje je nadaljevala na umetniški gimnaziji v Mariboru na Konservatoriju, kjer je zaključila šolanje kot pevka in harfistka. Za svoje dosežke na področju klasične glasbe je bila večkrat nagrajena. Med drugimi nagradami je leta 2013 dosegla prvo mesto na mednarodnem harfističnem tekmovanju Antonio Salieri v Italiji in zlato plaketo na državam tekmovanju Temsig v solopetju. Leta 2015 je maturirala iz solopetja in svoje glasbeno izobraževanje nadaljevala na ljubljanski Akademiji za glasbo smer solopetje - opera. Leta 2018 je diplomirala v razredu profesorice Alenke Dernač Bunta in se nato vpisala na magistrski študij smer solopetje pri profesorici Piji Brodnik, ki ga je zaključila leta 2021. Od oktobra 2020 študira psihoanalizo na Univerzi Sigmunda Freuda v Ljubljani.

### EMA
- 2016: Črno bel (Tadej Košir, Jernej Kržič - Sara Briški Cirman - Tadej Košir, Jernej Kržič) - 2. mesto (3.738 telefonskih glasov - 49,2%)
- 2017: Zažarim (Jernej Kržič, Tadej Košir, Sara Briški Cirman - Sara Briški Cirman - Jernej Kržič, Tadej Košir) - 3. mesto (94 točk)
- 2019: Kaos (Sara Briški Cirman, July Jones, Lazy Joe, Peter Khoo - Sara Briški Cirman, Alba - Sara Briški Cirman, July Jones, Lazy Joe, Peter Khoo) - 2. mesto (1735 telefonskih glasov - 27,11%)

### Popevka
- 2021: Volkovi (Sara Briški Cirman, Peter Khoo, Sara Briški Cirman, Anže Rozman) - nagrada občinstva (Popevka 2021)[3]

## Opera
Leta 2019 se je posvetila umetniškemu razvoju kot operna pevka in decembra 2019 pela v prvi tamburaški operi na svetu Ambrož in Katarina. Je štipendistka berlinske operne akademije (Berlin Opera Academy). Svojo vlogo Hänsla v Humperdinckovi operi Hänsel und Gretel bi morala odpeti poleti 2020, a je bila predstava zaradi pandemije novega koronavirusa prestavljena na poletje 2022.
Junija 2021 je v Cankarjevem domu odpela vlogo Old lady v operi Leonarda Bernsteina Candid. Aprila 2021 je na mednarodnem pevskem tekmovanju IMMCC 2020 prejela prvo nagrado in tretje mesto. Dne 28. junija 2021 je s pevskim recitalom in magistrskim esejem z naslovom Vloga Agrippine v istoimenski operi Georga Friedricha Händla magistrirala. Za svoje umetniške dosežke je prejela Prešernovo nagrado Akademije za glasbo.
Avgusta 2021 je v vlogi Rosine nastopila na koncertnih izvajanjih Seviljskega brivca Gioacchina Rossinija pod vodstvom maestra Georga Pehlivaniana.  Oktobra 2021 je skupaj s sopranistko Pio Brodnik, tenoristom Gregorjem Ravnikom in pianistko Andrejo Kosmač izvedla koncert v okviru poletnega festivala Studenec z naslovom Jesenska pesem. Pred tem je dvakrat nastopila v sklopu koncertov baročne glasbe s Slovenskim baročnim orkestrom pod taktirko Egona Mihajlovića in koncertne mojstrice Monike Toth.
Konec oktobra 2021 je ob spremljavi malteških filharmonikov zapela na koncertu opernih arij v Teatru Astra na Malti, pod vodstvom Joséja Cure.
Aprila 2022 je odpela naslovno vlogo v Händlovi operi Agrippina v Cankarjevem domu pod umetniškim vodstvom Egona Mihajlovića in v režiji Rocca Rappla. V istem mesecu je prav tako pela na zaključnem koncertu Opernfest Prague v Vinohrady teatru v Pragi, pod vodstvom umetniškega direktorja praške opere, maestra Jaroslava Kyzlinka. Teden za tem je z orkestrom albanske opere v Tirani zapela na opernem festivalu Marie Kraja, pod taktirko maestra Martina Andrea. Leta 2022 je začela s študijem vloge Carmen v sklopu koncertne uprizoritve opere pod vodstvom maestra Georga Pehlivaniana.  Istega leta je debitirala v Slovenskem narodnem gledališču Opera in balet Ljubljana v predstavi Orfej v peklu (vloga Javnega mnenja). Decembra 2022 je v vlogi Angela miru pela v živi uprizoritvi Jaslic v Postojnski jami. Leta 2023 je upodobila Larino v predstavi Jevgenij Onjegin. Februarja 2024 je v SNG Opera in balet Ljubljana pela glavno vlogo Marie v Piazzollini tango operi María de Buenos Aires. V sezoni 2024/25 je ponovno nastopila kot Rosina v operi Il barbiere di Siviglia, tokrat v scenski uprizoritvi na odru ljubljanske Opere. Junija 2025 je nastopila v vlogi Orlanda v monooperi Episodes skladatelja Benedicta Hayoza, ki je bila uprizorjena pri Nouvelle Opéra Fribourg v Švici.
Že v sklopu študija je leta 2018 kot solo alt z Baročnim orkestrom Akademije za glasbo izvedla Mozartovo Spatzenmesse in Vivaldijevo Glorijo v D-duru v Slovenski filharmoniji. Istega leta je kot solistka nastopila v Cankarjevem domu z Big bandom Akademije za glasbo, pod taktirko Mateja Hotka. Leta 2019 je pela vlogo zdravnice mini operi Iztoka Kocena z naslovom Nepotrebna, ki je premiero doživela februarja v Budimpešti. Teden kasneje je bila opera predstavljena v Brnu in ljubljanski Kino Šiška. 
Od začetka svojega glasbenega izobraževanja se redno udeležuje seminarjev priznanih glasbenikov, kot so José Cura, Bernarda Fink, Vlatka Orašanić in JD Walker.

## Gledališče in muzikali
Leta 2018 se je predstavila tudi na gledaliških deskah v predstavi SNG Nova Gorica Trojanke, kjer je upodobila lik Kasandre. Predstava je premiero doživela aprila. Delo v novem prevodu Jere Ivanc je režiral Jaša Koceli.
Leta 2021 je sprejela glavno vlogo Urške v muzikalu Povodni mož.

## Zasebno
Januarja 2022 je Raiven na družbenih omrežjih objavila, da se je zaročila.

## Diskografija

### Studijski album
- 2017: Magenta

### EP-ji
- 2019: REM (EP)
- 2024: Sirene

Radijski singli
| Leto | Pesem                                          | Digitalni singel | Uradni videospot | SloTop50 | Album/EP |
| ---- | ---------------------------------------------- | ---------------- | ---------------- | -------- | -------- |
| 2014 | Jadra                                          | ✓                | ✓                | –        | Magenta  |
| 2015 | Bežim                                          | ✓                |                  | –        | Magenta  |
| 2016 | Črno bel                                       | ✓                |                  | 42       | Magenta  |
| 2016 | Nov planet                                     | ✓                |                  | –        | Magenta  |
| 2017 | Zažarim                                        | ✓                |                  | –        | Magenta  |
| 2017 | Sijaj                                          |                  |                  | –        | Magenta  |
| 2017 | Povej                                          |                  | ✓                | –        | Magenta  |
| 2018 | Daleč stran                                    |                  |                  | –        | Magenta  |
| 2018 | Nisem kriva                                    | ✓                | ✓                | –        | –        |
| 2019 | 100krat (Okoli mene) (Los Ventilos ft. Raiven) |                  | ✓                | –        | –        |
| 2019 | KAOS                                           | ✓                |                  | –        | REM      |
| 2019 | Širni ocean                                    | ✓                | ✓                | –        | REM      |
| 2019 | Kralj Babilona                                 | ✓                | ✓                | –        | REM      |
| 2019 | Ti (live)                                      | ✓                | ✓                | –        | –        |
| 2021 | Volkovi                                        | ✓                |                  | –        | –        |
| 2022 | Habanera                                       | ✓                | ✓                | –        | Sirene   |
| 2023 | Ikona                                          | ✓                | ✓                | –        | Sirene   |
| 2024 | Veronika                                       | ✓                | ✓                | –        | Sirene   |
| 2024 | Ofelija                                        | ✓                | ✓                | –        | Sirene   |
| 2024 | Elektrino srce                                 | ✓                |                  | –        | Sirene   |
| 2024 | Mama (skupaj s Micka Lifa)                     | ✓                | ✓                | –        | Sirene   |
| 2025 | Hedonista                                      | ✓                | ✓                | –        |          |